# Justus Henning Böhmer
Justus Henning Böhmer (Hannover, 29 gennaio 1674 – Halle, 29 agosto 1749) è stato un giurista e storico tedesco.
Professore a Halle dal 1771, Böhmer è considerato il padre del diritto canonico protestante e il maggiore canonista tedesco del suo tempo.

## Opere
Oltre a numerose dissertazioni che furono raccolte ed edite dal figlio Georg Ludwig, espose in una serie di volumi lo Ius ecclesiasticum protestantium, in usum hodiernum iuxta seriem Decretalium ostendens (Halle 1714-1737) cui seguirono le Institutiones iuris canonici tum ecclesiastici, tum pontificii ad methodum Decretalium necnon ad fora catholicorum atque protestantium compositae (Halle 1738). Si ricordano pure di lui l'Introductio in ius Digestorum (Halle 1704); l'edizione delle Istituzioni di Giustiniano (Halle 1728); quella delle Parafrasi di Teofilo (Halle 1710) e la nuova edizione critica del Corpus Iuris Canonici (Halle 1747, voll. 2).